# Colli Larsemann
I colli Larsemann sono una serie di basse e dolci colline disposte lungo la costa sud-orientale della baia di Prydz, lungo la costa di Ingrid Christensen, nella Terra della Principessa Elisabetta, in Antartide. Il gruppo collinare si estende verso ovest per circa 17 km a partire dal ghiacciaio Dålk e le rocce che lo compongono hanno mostrato un'insolita abbondanza di minerali fosfatici e del boro, tanto che lo studio mineralogico del luogo ha portato alla scoperta di ben quattro nuovi minerali.
Proprio in virtù di questa diversità mineralogica, nel 2014 la penisola Stornes, una formazione compresa nei colli Larsemann, è stata dichiarata Area Specialmente Protetta dell'Antartide (codice ASPA 174)..

## Storia
I colli Larsemann furono scoperti nel febbraio 1935 dalla baleniera norvegese Thorshavn, comandata dal capitano Klarius Mikkelsen e di proprietà dell'armatore norvegese Lars Christensen, il quale li battezzò con il loro attuale nome.
In quanto oasi antartica, ossia zona antartica priva di ghiacci e neve, i colli Larsemann si sono rivelati un'ottima sede per diverse stazioni di ricerca permanenti come la russa Progress-2, la rumena Law-Racoviță-Negoiță, la cinese Zhongshan e l'indiana Bharati.